# St. Peter und Paul (Winhöring)

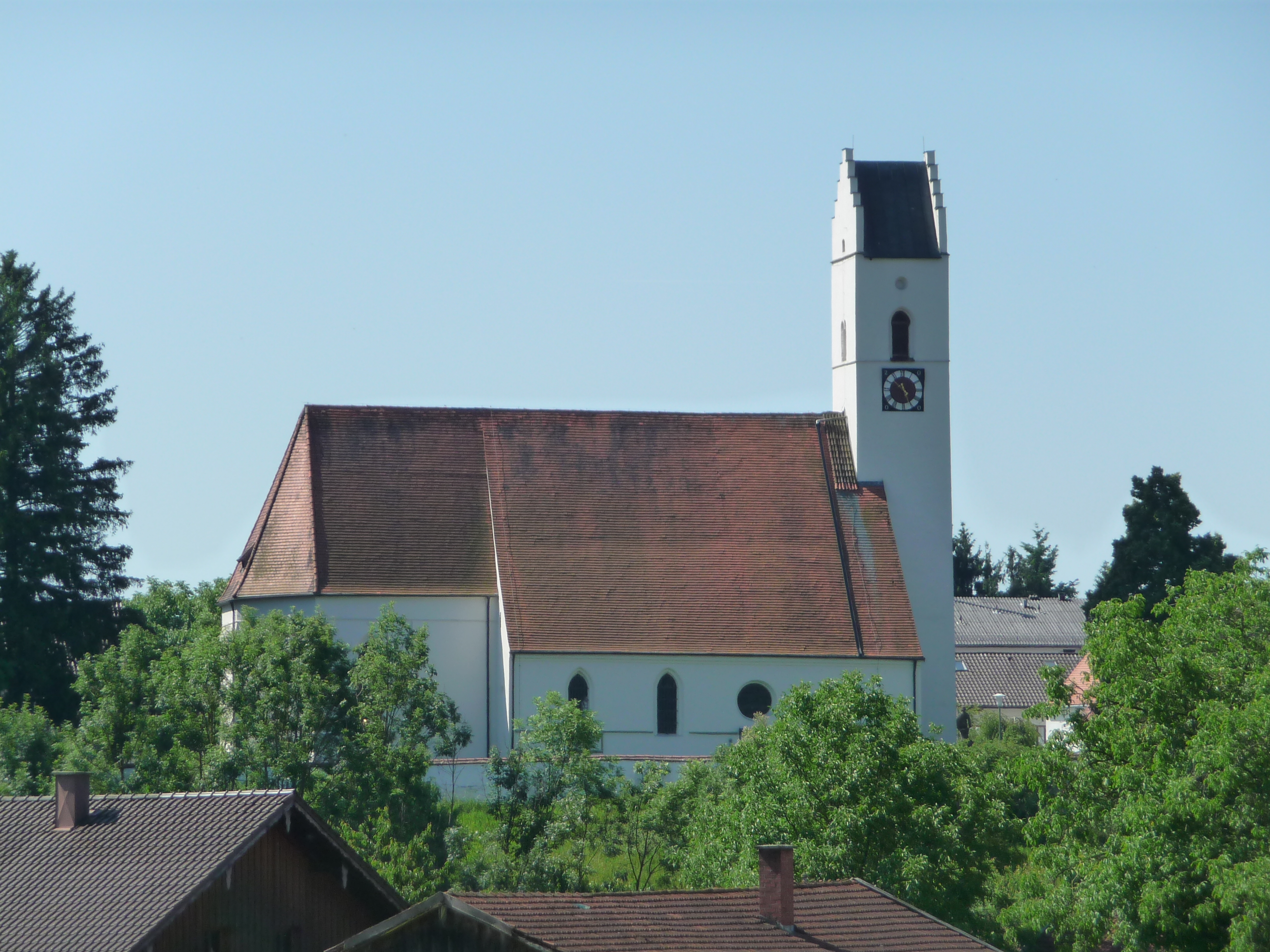
St. Peter und Paul (Winhöring)

Die römisch-katholische Pfarrkirche St. Peter und Paul ist eine gotische Hallenkirche in Winhöring im oberbayerischen Landkreis Altötting. Sie gehört zur Kirchengemeinde St. Peter und Paul Winhöring im Dekanat Altötting des Bistums Passau.

## Geschichte und Architektur
Die dreischiffige Hallenkirche mit einem etwas höheren Mittelschiff und daher hohem Dach wurde aus Backstein zwischen 1450 und 1482 vermutlich nach einem Plan von Jörg Perger erbaut. Vom romanischen Vorgängerbau des 12. Jahrhunderts aus Tuffquadern sind die Westwand in Breite des Mittelschiffs und der Westturm erhalten. Eine Innenrenovierung erfolgte im Jahr 2004.
Der eingezogene, zweijochige Chor endet in einem Dreiachtelschluss. Das Oberteil des Turmes zeigt gotische Klangarkaden und wird durch ein Satteldach mit Treppengiebeln abgeschlossen. An der Südseite ist eine romanische Figur eines kleinen Mannes angebracht. Die Sakristei am Chor und die Eingangsvorhalle sind im Süden angebaut. An der Südostecke ist ein ebenfalls aus dem 12. Jahrhundert stammender Kopf eingemauert.
Im Innern ist das Mittelschiff ebenso breit wie der Chor, die Seitenschiffe schmaler. Die Westempore stützt sich auf gotische Kielbogenarkaden mit Stabwerkverzierung. Das Schiff wird durch Netzgewölbe über Halbrunddiensten mit profilierten Kapitellen abgeschlossen.
An den Schlusssteinen und zwischen den Rippen, teils auch an den Seitenwänden, wurden gotische Wandmalereien freigelegt, die florale Ornamente und rechteckige Felder mit Maßwerkformen zeigen. Von den einst vermutlich das ganze Innere umfassenden Fresken sind nur einzelne Reste erhalten: am ersten südlichen Pfeiler eine Darstellung der heiligen Katharina, unter der Kanzel eines Adoranten.

## Ausstattung
Das Altarblatt des Hochaltars aus der Mitte des 18. Jahrhunderts stammt aus dem Jahr 1764 und wurde nach dem Monogramm vielleicht von Franz Ignaz Oefele geschaffen. Es stellt Jesus und die Samariterin am Brunnen dar, wird flankiert von Figuren der Heiligen Petrus und Paulus und kann je nach der Zeit im Kirchenjahr durch Bilder mit einem Fastentuch, mit der Darstellung des Heiligen Grabes oder der Auferstehung ausgewechselt werden.
Das Gemälde des nördlichen Nebenaltars zeigt Maria, Anna und Joachim und ist bezeichnet mit „Joh. Bapt. (Raben)Stainer 1748“. Die Seitenfiguren dieses Altars stellen die Heiligen Notburga und Magdalena, die des südlichen Nebenaltars Vitus und Martin dar und stammen alle aus dem 18. Jahrhundert. Die Kanzel von 1748 ist mit einem großen Oratorium verbunden. Der achtseitige Taufstein aus Rotmarmor stammt aus dem Jahr 1485. Die mit bewegten Akanthusschnitzereien geschmückten Sakristeieinbauten stammen vom Ende des 17. Jahrhunderts. Die Orgel ist ein Werk von Michael Weise aus dem Jahr 1980 mit 19 Registern auf zwei Manualen und Pedal.

## Umgebung
Der Pfarrhof in Winhöring ist eine schlossartige Anlage südöstlich der Kirche.
Die Friedhofskapelle ist eine Anlage des 15. Jahrhunderts ähnlich den Kapellen in Alzgern und Burgkirchen am Wald. Sie wurde auf rechteckigem Grundriss erbaut. Das zweijochige Innere ist mit Netzrippengewölben über Diensten abgeschlossen und nord-südlich ausgerichtet.